# Jim Bilba
Jim Bilba (nacido el 17 de abril de 1968 en Pointe-à-Pitre), es un jugador profesional de baloncesto francés retirado. Jugaba en la posición de pívot a pesar de que su estatura, 198 centímetros, fuera inusualmente baja para un jugador de esta posición. Destacaba por su gran agilidad, capacidad reboteadora, sólidos fundamentos defensivos y potente salto. Durante muchos años fue un componente fijo de la selección de baloncesto, con la que jugó 170 partidos.
Un año después de su retirada, en 2008, se convirtió en entrenador asistente del Cholet Basket. 

## Trayectoria Profesional
- 1988-92 Cholet Basket (LNB)
- 1992-96 CSP Limoges (LNB)
- 1996-01 ASVEL Lyon-Villeurbanne (LNB)
- 2001-02 AEK Atenas B.C.
- 2002-03 TAU Cerámica (liga ACB, sólo juega durante un mes)
- 2002-07 Cholet Basket (LNB)

## Palmarés
- Liga de Francia: 2

CSP Limoges:  1992-93, 1993-94
- Copa de baloncesto de Francia: 4

CSP Limoges: 1994, 1995
ASVEL Lyon-Villeurbanne: 1997, 2001
- Copa de Europa: 1

CSP Limoges: 1992-93
- Liga de Grecia: 1

AEK Atenas BC:  2002